# Scaphiella septella
Scaphiella septella är en spindelart som beskrevs av Arthur M. Chickering 1968. Scaphiella septella ingår i släktet Scaphiella och familjen dansspindlar.
Artens utbredningsområde är Jungfruöarna. Inga underarter finns listade i Catalogue of Life.